# Macroclinium ramonense
Macroclinium ramonense là một loài thực vật có hoa trong họ Lan. Loài này được (Schltr.) Dodson mô tả khoa học đầu tiên năm 1984.